# Heinrich Harrer
Heinrich Harrer (6. července 1912, Hüttenberg, Korutany – 7. ledna 2006, Friesach, Korutany) byl rakouský horolezec, cestovatel, geograf, fotograf a spisovatel. Byl členem nacistických oddílů SS.

## Životopis

### Předválečné období
Narodil se v korutanském Hüttenbergu v rodině poštovního úředníka. Od roku 1933 do roku 1938 studoval geografii a sport na Univerzitě Karla Franzense ve Štýrském Hradci. Od mládí se věnoval lyžování a horolezectví. Mezi jeho předválečnými výkony vyniká zejména prvovýstup Severní stěny švýcarského Eigeru, který společně se skupinou rakousko-německých horolezců uskutečnil v roce 1938.
Od roku 1933 byl členem nacistických oddílů SA a postupně zde získal hodnost Oberscharführer. V roce 1938 po anšlusu Rakouska vstoupil do NSDAP a oddílů SS. Toto po válce sám označil jako hloupou chybu a ideologický omyl.

### Indie a Tibet (1939–1951)
V létě roku 1939 odjel s německou expedicí do Tibetu. Jel s horolezeckým oddílem do Himálaje, kde cílem byl průzkum pákistánské osmitisícovky Nanga Parbat. Krátce po začátku druhé světové války v roce 1939 byl zajat britskou koloniální správou a internován společně s dalšími asi tisíci válečnými zajatci v indickém Déhrádúnu. Z internačního tábora se mu podařilo uprchnout, a protože potřeboval rychle zmizet z indického území, uchýlil se do Tibetu. Zde přečkal zbytek druhé světové války a několik poválečných let.

### Zpět v Evropě (1952–2006)
Roku 1952 se vrátil do Evropy, odkud podnikal řadu etnografických a horolezeckých expedicí. Tou dobou byl již poměrně známou osobností a v letech 1965–1983 vysílala televize ARD pořad „Reportáže Heinricha Harrera“ (v originále Heinrich Harrer berichtet). Přátelil se mj. se švédským cestovatelem Svenem Hedinem.
Napsal více než 20 knih. Jeho nejznámějšími knihami jsou Sedm let v Tibetu a Návrat do Tibetu. Sedm let v Tibetu je bestseller popisující, jak společně s Peterem Aufschnaiterem uprchli z britského internačního tábora v Indii, následující roky strávené v Tibetu i své přátelství se současným dalajlámou Tändzinem Gjamccho, jemuž dělal učitele angličtiny. Kniha se setkala se světovým ohlasem, byla přeložena do 53 jazyků a celosvětově byly vydány více než 4 miliony výtisků. V roce 1997 byla kniha zfilmována s Bradem Pittem v hlavní roli.
Když roku 1997 vyšlo najevo, že se roku 1938 stal členem NSDAP a SS, byl podroben tvrdé kritice, zejména proto, že tato fakta dosud zamlčoval. Podle údajů na jeho ručně psané žádosti o povolení k sňatku byl od roku 1933 také členem SA. Obzvláště mu bylo vyčítáno, že dopustil, aby jeho horolezecké výkony byly ve své době zneužity v nacistické propagandě a že se později jako celosvětově známý autor bestselleru nepokusil nic z toho napravit. Po svém návratu do Evropy byl označen za nevinného z jakýchkoli válečných zločinů, což bylo rozhodnutí podporované i Simonem Wiesenthalem.
Po celý život zůstal dalajlámovým přítelem, s nímž se seznámil v Tibetu v roce 1944. V říjnu 2002 obdržel od dalajlámy ocenění „Světlo pravdy“ za svou snahu upoutat pozornost světa k událostem v Tibetu.

## Vyznamenání
- Čestný kříž Za vědu a umění I. třídy (1982, Rakousko)[4]
- Ocenění Světlo pravdy, (2002, Tibet)
- Prix Lumière de la vérité (2002)
- Titul profesora
- Velkokříž Řádu za zásluhy Spolkové republiky Německo
- Velké zlaté vyznamenání Štýrska